# UCI WorldTour 2022
El UCI WorldTour 2022 fue la decimosegunda edición del máximo calendario ciclista a nivel mundial bajo la organización de la UCI.
El calendario estaba previsto para tener 33 carreras, tras la no celebración del Tour Down Under y la Cadel Evans Great Ocean Road Race. Comenzó el 20 de febrero con la carrera del UAE Tour en los Emiratos Árabes Unidos y finalizó el 8 de octubre con el Giro de Lombardía en Italia, siendo finalmente 31 las pruebas que se disputaron después de cancelarse durante el año el Tour del Benelux y el Tour de Guangxi.

## Equipos
Para el 2022 los equipos UCI WorldTeam son 18, un equipo menos que la edición anterior. Para esta temporada en la máxima categoría cambiaron de nombre por ingreso de nuevos patrocinadores los equipos Astana Qazaqstan Team, Israel-Premier Tech, Quick-Step Alpha Vinyl Team, EF Education-EasyPost y el Team BikeExchange-Jayco. Así mismo, el equipo Team Qhubeka NextHash desapareció por problemas financieros.
| Nombre                             | País           | Código UCI |
| ---------------------------------- | -------------- | ---------- |
| AG2R Citroën Team                  | Francia        | ACT        |
| Astana Qazaqstan Team              | Kazajistán     | AST        |
| Bahrain Victorious                 | Baréin         | TBV        |
| Bora-Hansgrohe                     | Alemania       | BOH        |
| Cofidis, Solutions Crédits         | Francia        | COF        |
| EF Education-EasyPost              | Estados Unidos | EFE        |
| Groupama-FDJ                       | Francia        | GFC        |
| INEOS Grenadiers                   | Reino Unido    | IGD        |
| Intermarché-Wanty-Gobert Matériaux | Bélgica        | IWG        |
| Israel-Premier Tech                | Israel         | IPT        |
| Jumbo-Visma                        | Países Bajos   | TJV        |
| Lotto Soudal                       | Bélgica        | LTS        |
| Movistar Team                      | España         | MOV        |
| Quick-Step Alpha Vinyl Team        | Bélgica        | QST        |
| Team BikeExchange-Jayco            | Australia      | BEX        |
| Team DSM                           | Países Bajos   | DSM        |
| Trek-Segafredo                     | Estados Unidos | TFS        |
| UAE Team Emirates                  | EAU            | UAD        |

## Carreras
| UCI World Tour 2022             | UCI World Tour 2022     | UCI World Tour 2022               | UCI World Tour 2022    | UCI World Tour 2022 |
| Fecha                           | País                    | Carrera                           | Ganador                |                     |
| ------------------------------- | ----------------------- | --------------------------------- | ---------------------- | ------------------- |
| 18 – 23 de enero                | Australia               | Tour Down Under                   | cancelada              |                     |
| 30 de ene                       | Australia               | Cadel Evans Great Ocean Road Race | cancelada              |                     |
| 20 – 26 de febrero              | Emiratos Árabes Unidos  | UAE Tour                          | Tadej Pogačar          |                     |
| 26 de feb                       | Bélgica                 | Omloop Het Nieuwsblad             | Wout van Aert          |                     |
| 5 de mar                        | Italia                  | Strade Bianche                    | Tadej Pogačar          |                     |
| 6 – 13 de marzo                 | Francia                 | París-Niza                        | Primož Roglič          |                     |
| 7 – 13 de marzo                 | Italia                  | Tirreno-Adriático                 | Tadej Pogačar          |                     |
| 19 de mar                       | Italia                  | Milán-San Remo                    | Matej Mohorič          |                     |
| 21 – 27 de marzo                | España                  | Volta a Cataluña                  | Sergio Higuita         |                     |
| 23 de mar                       | Bélgica                 | Clásica Brujas-La Panne           | Tim Merlier            |                     |
| 25 de mar                       | Bélgica                 | E3 Saxo Classic                   | Wout van Aert          |                     |
| 27 de mar                       | Bélgica                 | Gante-Wevelgem                    | Biniam Girmay          |                     |
| 30 de mar                       | Bélgica                 | A través de Flandes               | Mathieu van der Poel   |                     |
| 3 de abr                        | Bélgica                 | Tour de Flandes                   | Mathieu van der Poel   |                     |
| 4 – 9 de abril                  | España                  | Vuelta al País Vasco              | Daniel Felipe Martínez |                     |
| 10 de abr                       | Países Bajos            | Amstel Gold Race                  | Michał Kwiatkowski     |                     |
| 17 de abr                       | Francia                 | París-Roubaix                     | Dylan van Baarle       |                     |
| 20 de abr                       | Bélgica                 | Flecha Valona                     | Dylan Teuns            |                     |
| 24 de abr                       | Bélgica                 | Lieja-Bastoña-Lieja               | Remco Evenepoel        |                     |
| 26 de abril – 1 de mayo         | Suiza                   | Tour de Romandía                  | Aleksandr Vlásov       |                     |
| 1 de may                        | Alemania                | Gran Premio de Fráncfort          | Sam Bennett            |                     |
| 6 – 29 de mayo                  | Italia                  | Giro de Italia                    | Jai Hindley            |                     |
| 5 – 12 de junio                 | Francia                 | Critérium del Dauphiné            | Primož Roglič          |                     |
| 12 – 19 de junio                | Suiza                   | Vuelta a Suiza                    | Geraint Thomas         |                     |
| 1 – 24 de julio                 | Francia                 | Tour de Francia                   | Jonas Vingegaard       |                     |
| 30 de julio – 5 de agosto       | Polonia                 | Tour de Polonia                   | Ethan Hayter           |                     |
| 30 de jul                       | España                  | Clásica San Sebastián             | Remco Evenepoel        |                     |
| 19 de agosto – 11 de septiembre | España                  | Vuelta a España                   | Remco Evenepoel        |                     |
| 21 de ago                       | Alemania                | EuroEyes Cyclassics               | Marco Haller           |                     |
| 28 de ago                       | Francia                 | Bretagne Classic                  | Wout van Aert          |                     |
| 29 de agosto – 4 de septiembre  | Países Bajos            | Benelux Tour                      | cancelada              |                     |
| 9 de sep                        | Canadá                  | Gran Premio de Quebec             | Benoît Cosnefroy       |                     |
| 11 de sep                       | Canadá                  | Gran Premio de Montreal           | Tadej Pogačar          |                     |
| 8 de oct                        | Italia                  | Giro de Lombardía                 | Tadej Pogačar          |                     |
| 13 – 18 de octubre              | República Popular China | Tour de Guangxi                   | cancelada              |                     |

## Clasificaciones Ranking Mundial (UCI World Ranking)
Esta fue la clasificación final del Ranking Mundial (UCI World Ranking) 2022:
Nota: ver Baremos de puntuación

### Clasificación individual
| Posición | Corredor             | Equipo                             | Puntos  |
| -------- | -------------------- | ---------------------------------- | ------- |
| 1.º      | Tadej Pogačar        | UAE Emirates                       | 5131    |
| 2.º      | Wout van Aert        | Jumbo-Visma                        | 4525    |
| 3.º      | Remco Evenepoel      | Quick-Step Alpha Vinyl             | 4402,5  |
| 4.º      | Jonas Vingegaard     | Jumbo-Visma                        | 3154    |
| 5.º      | Aleksandr Vlasov     | Bora-Hansgrohe                     | 2484    |
| 6.º      | Arnaud De Lie        | Lotto-Soudal                       | 2268    |
| 7.º      | Stefan Küng          | Groupama-FDJ                       | 2180    |
| 8.º      | Alexander Kristoff   | Intermarché-Wanty-Gobert Matériaux | 2099    |
| 9.º      | Mathieu van der Poel | Alpecin-Deceuninck                 | 2003,67 |
| 10.º     | Alejandro Valverde   | Movistar                           | 1996    |

| Posiciones 11º al 20º | Posiciones 11º al 20º  | Posiciones 11º al 20º              | Posiciones 11º al 20º |
| --------------------- | ---------------------- | ---------------------------------- | --------------------- |
| 11.º                  | Michael Matthews       | BikeExchange-Jayco                 | 1995,67               |
| 12.º                  | Sergio Higuita         | Bora-Hansgrohe                     | 1992                  |
| 13.º                  | Christophe Laporte     | Jumbo-Visma                        | 1968                  |
| 14.º                  | Arnaud Démare          | Groupama-FDJ                       | 1931                  |
| 15.º                  | Daniel Felipe Martínez | INEOS Grenadiers                   | 1920                  |
| 16.º                  | Biniam Girmay          | Intermarché-Wanty-Gobert Matériaux | 1875                  |
| 17.º                  | Pello Bilbao           | Bahrain Victorious                 | 1856                  |
| 18.º                  | Benoît Cosnefroy       | AG2R Citroën                       | 1781                  |
| 19.º                  | Enric Mas              | Movistar                           | 1772                  |
| 20.º                  | Mads Pedersen          | Trek-Segafredo                     | 1753                  |

### Clasificación por equipos
| Posición | Equipo                             | Puntos  |
| -------- | ---------------------------------- | ------- |
| 1.º      | Jumbo-Visma                        | 15003,5 |
| 2.º      | UAE Emirates                       | 13323   |
| 3.º      | INEOS Grenadiers                   | 12494   |
| 4.º      | Bora-Hansgrohe                     | 10331   |
| 5.º      | Intermarché-Wanty-Gobert Matériaux | 10318   |
| 6.º      | Quick-Step Alpha Vinyl             | 10214   |
| 7.º      | Groupama-FDJ                       | 9440    |
| 8.º      | Bahrain Victorious                 | 9206    |
| 9.º      | Alpecin-Deceuninck                 | 8490,67 |
| 10.º     | Cofidis                            | 8079    |

### Clasificación por países
| Posición | País         | Puntos  |
| -------- | ------------ | ------- |
| 1.º      | Bélgica      | 17901,5 |
| 2.º      | España       | 11845,5 |
| 3.º      | Francia      | 11774   |
| 4.º      | Eslovenia    | 9930    |
| 5.º      | Países Bajos | 9485,34 |
| 6.º      | Dinamarca    | 8876    |
| 7.º      | Colombia     | 8076    |
| 8.º      | Reino Unido  | 7709,05 |
| 9.º      | Australia    | 7701,34 |
| 10.º     | Italia       | 7195    |

## Progreso de las clasificaciones
| Carrera (Vencedor)                            | Clasificación individual | Clasificación por equipos |
| --------------------------------------------- | ------------------------ | ------------------------- |
| UAE Tour (Tadej Pogačar)                      | Tadej Pogačar            | UAE Emirates              |
| Omloop Het Nieuwsblad (Wout van Aert)         | Tadej Pogačar            | UAE Emirates              |
| Strade Bianche (Tadej Pogačar)                | Tadej Pogačar            | UAE Emirates              |
| París-Niza (Primož Roglič)                    | Tadej Pogačar            | UAE Emirates              |
| Tirreno-Adriático (Tadej Pogačar)             | Tadej Pogačar            | UAE Emirates              |
| Milán-San Remo (Matej Mohorič)                | Tadej Pogačar            | UAE Emirates              |
| Clásica Brujas-La Panne (Tim Merlier)         | Tadej Pogačar            | UAE Emirates              |
| E3 Saxo Bank Classic (Wout van Aert)          | Tadej Pogačar            | UAE Emirates              |
| Volta a Cataluña (Sergio Higuita)             | Tadej Pogačar            | UAE Emirates              |
| Gante-Wevelgem (Biniam Girmay)                | Tadej Pogačar            | UAE Emirates              |
| A través de Flandes (Mathieu van der Poel)    | Tadej Pogačar            | UAE Emirates              |
| Tour de Flandes (Mathieu van der Poel)        | Tadej Pogačar            | UAE Emirates              |
| Vuelta al País Vasco (Daniel Felipe Martínez) | Tadej Pogačar            | UAE Emirates              |
| Amstel Gold Race (Michał Kwiatkowski)         | Tadej Pogačar            | UAE Emirates              |
| París-Roubaix (Dylan van Baarle)              | Tadej Pogačar            | UAE Emirates              |
| Flecha Valona (Dylan Teuns)                   | Tadej Pogačar            | Jumbo-Visma               |
| Lieja-Bastoña-Lieja (Remco Evenepoel)         | Tadej Pogačar            | Jumbo-Visma               |
| Tour de Romandía (Aleksandr Vlasov)           | Tadej Pogačar            | Jumbo-Visma               |
| Gran Premio de Fráncfort (Sam Bennett)        | Tadej Pogačar            | Jumbo-Visma               |
| Giro de Italia (Jai Hindley)                  | Tadej Pogačar            | INEOS Grenadiers          |
| Critérium del Dauphiné (Primož Roglič)        | Tadej Pogačar            | Jumbo-Visma               |
| Vuelta a Suiza (Geraint Thomas)               | Tadej Pogačar            | Jumbo-Visma               |
| Tour de Francia (Jonas Vingegaard)            | Tadej Pogačar            | Jumbo-Visma               |
| Clásica San Sebastián (Remco Evenepoel)       | Tadej Pogačar            | Jumbo-Visma               |
| Tour de Polonia (Ethan Hayter)                | Tadej Pogačar            | Jumbo-Visma               |
| BEMER Cyclassics (Marco Haller)               | Tadej Pogačar            | Jumbo-Visma               |
| Bretagne Classic (Wout van Aert)              | Tadej Pogačar            | Jumbo-Visma               |
| Gran Premio de Quebec (Benoît Cosnefroy)      | Tadej Pogačar            | Jumbo-Visma               |
| Vuelta a España (Remco Evenepoel)             | Tadej Pogačar            | Jumbo-Visma               |
| Gran Premio de Montreal (Tadej Pogačar)       | Tadej Pogačar            | Jumbo-Visma               |
| Giro de Lombardía (Tadej Pogačar)             | Tadej Pogačar            | Jumbo-Visma               |

## Victorias en el WorldTour

### Victorias por corredor
- Notas: En amarillo corredores de equipos de categoría UCI ProTeam, Continental y selecciones nacionales.

Incluye victorias en prólogos.
| Posición | Ciclista               | Equipo                             | Etapa | Clásica | General | Total |
| -------- | ---------------------- | ---------------------------------- | ----- | ------- | ------- | ----- |
| 1.º      | Tadej Pogačar          | UAE Emirates                       | 7     | 3       | 2       | 12    |
| 2.º      | Wout van Aert          | Jumbo-Visma                        | 6     | 3       | -       | 9     |
| 3.º      | Remco Evenepoel        | Quick-Step Alpha Vinyl             | 3     | 2       | 1       | 6     |
| 4.º      | Primož Roglič          | Jumbo-Visma                        | 3     | -       | 2       | 5     |
| 4.º      | Mads Pedersen          | Trek-Segafredo                     | 5     | -       | -       | 5     |
| 6.º      | Jasper Philipsen       | Alpecin-Deceuninck                 | 4     | -       | -       | 4     |
| 6.º      | Jonas Vingegaard       | Jumbo-Visma                        | 3     | -       | 1       | 4     |
| 6.º      | Arnaud Démare          | Groupama-FDJ                       | 4     | -       | -       | 4     |
| 6.º      | Richard Carapaz        | INEOS Grenadiers                   | 4     | -       | -       | 4     |
| 10.º     | Mathieu van der Poel   | Alpecin-Deceuninck                 | 1     | 2       | -       | 3     |
| 10.º     | Simon Yates            | BikeExchange-Jayco                 | 3     | -       | -       | 3     |
| 10.º     | Aleksandr Vlasov       | Bora-Hansgrohe                     | 2     | -       | 1       | 3     |
| 10.º     | Sergio Higuita         | Bora-Hansgrohe                     | 2     | -       | 1       | 3     |
| 10.º     | Ethan Hayter           | INEOS Grenadiers                   | 2     | -       | 1       | 3     |
| 10.º     | Sam Bennett            | Bora-Hansgrohe                     | 2     | 1       | -       | 3     |
| 16.º     | Tim Merlier            | Alpecin-Deceuninck                 | 1     | 1       | -       | 2     |
| 16.º     | Daniel Felipe Martínez | INEOS Grenadiers                   | 1     | -       | 1       | 2     |
| 16.º     | Dylan Teuns            | Bahrain Victorious                 | 1     | 1       | -       | 2     |
| 16.º     | Mark Cavendish         | Quick-Step Alpha Vinyl             | 2     | -       | -       | 2     |
| 16.º     | Biniam Girmay          | Intermarché-Wanty-Gobert Matériaux | 1     | 1       | -       | 2     |
| 16.º     | Koen Bouwman           | Jumbo-Visma                        | 2     | -       | -       | 2     |
| 16.º     | Jai Hindley            | Bora-Hansgrohe                     | 1     | -       | 1       | 2     |
| 16.º     | Filippo Ganna          | INEOS Grenadiers                   | 2     | -       | -       | 2     |
| 16.º     | Fabio Jakobsen         | Quick-Step Alpha Vinyl             | 2     | -       | -       | 2     |
| 16.º     | Michael Matthews       | BikeExchange-Jayco                 | 2     | -       | -       | 2     |
| 16.º     | Christophe Laporte     | Jumbo-Visma                        | 2     | -       | -       | 2     |
| 16.º     | Phil Bauhaus           | Bahrain Victorious                 | 2     | -       | -       | 2     |
| 16.º     | Jay Vine               | Alpecin-Deceuninck                 | 2     | -       | -       | 2     |
| 16.º     | Kaden Groves           | BikeExchange-Jayco                 | 2     | -       | -       | 2     |
| 16.º     | Thymen Arensman        | DSM                                | 2     | -       | -       | 2     |
| 31.º     | Stefan Bissegger       | EF Education-EasyPost              | 1     | -       | -       | 1     |
| 31.º     | Mathias Vacek          | Gazprom-RusVelo                    | 1     | -       | -       | 1     |
| 31.º     | Caleb Ewan             | Lotto Soudal                       | 1     | -       | -       | 1     |
| 31.º     | Brandon McNulty        | UAE Emirates                       | 1     | -       | -       | 1     |
| 31.º     | Mathieu Burgaudeau     | TotalEnergies                      | 1     | -       | -       | 1     |
| 31.º     | Warren Barguil         | Arkéa Samsic                       | 1     | -       | -       | 1     |
| 31.º     | Matej Mohorič          | Bahrain Victorious                 | -     | 1       | -       | 1     |
| 31.º     | Ben O'Connor           | AG2R Citroën                       | 1     | -       | -       | 1     |
| 31.º     | João Almeida           | UAE Emirates                       | 1     | -       | -       | 1     |
| 31.º     | Ethan Vernon           | Quick-Step Alpha Vinyl             | 1     | -       | -       | 1     |
| 31.º     | Andrea Bagioli         | Quick-Step Alpha Vinyl             | 1     | -       | -       | 1     |
| 31.º     | Julian Alaphilippe     | Quick-Step Alpha Vinyl             | 1     | -       | -       | 1     |
| 31.º     | Pello Bilbao           | Bahrain Victorious                 | 1     | -       | -       | 1     |
| 31.º     | Carlos Rodríguez       | INEOS Grenadiers                   | 1     | -       | -       | 1     |
| 31.º     | Ion Izagirre           | Cofidis                            | 1     | -       | -       | 1     |
| 31.º     | Michał Kwiatkowski     | INEOS Grenadiers                   | -     | 1       | -       | 1     |
| 31.º     | Dylan van Baarle       | INEOS Grenadiers                   | -     | 1       | -       | 1     |
| 31.º     | Patrick Bevin          | Israel-Premier Tech                | 1     | -       | -       | 1     |
| 31.º     | Lennard Kämna          | Bora-Hansgrohe                     | 1     | -       | -       | 1     |
| 31.º     | Thomas de Gendt        | Lotto Soudal                       | 1     | -       | -       | 1     |
| 31.º     | Alberto Dainese        | DSM                                | 1     | -       | -       | 1     |
| 31.º     | Stefano Oldani         | Alpecin-Deceuninck                 | 1     | -       | -       | 1     |
| 31.º     | Giulio Ciccone         | Trek-Segafredo                     | 1     | -       | -       | 1     |
| 31.º     | Jan Hirt               | Intermarché-Wanty-Gobert Matériaux | 1     | -       | -       | 1     |
| 31.º     | Santiago Buitrago      | Bahrain Victorious                 | 1     | -       | -       | 1     |
| 31.º     | Dries De Bondt         | Alpecin-Deceuninck                 | 1     | -       | -       | 1     |
| 31.º     | Alessandro Covi        | UAE Emirates                       | 1     | -       | -       | 1     |
| 31.º     | Matteo Sobrero         | BikeExchange-Jayco                 | 1     | -       | -       | 1     |
| 31.º     | Alexis Vuillermoz      | TotalEnergies                      | 1     | -       | -       | 1     |
| 31.º     | David Gaudu            | Groupama-FDJ                       | 1     | -       | -       | 1     |
| 31.º     | Valentin Ferron        | TotalEnergies                      | 1     | -       | -       | 1     |
| 31.º     | Carlos Verona          | Movistar                           | 1     | -       | -       | 1     |
| 31.º     | Stephen Williams       | Bahrain Victorious                 | 1     | -       | -       | 1     |
| 31.º     | Andreas Leknessund     | DSM                                | 1     | -       | -       | 1     |
| 31.º     | Peter Sagan            | TotalEnergies                      | 1     | -       | -       | 1     |
| 31.º     | Daryl Impey            | Israel-Premier Tech                | 1     | -       | -       | 1     |
| 31.º     | Nico Denz              | DSM                                | 1     | -       | -       | 1     |
| 31.º     | Thibaut Pinot          | Groupama-FDJ                       | 1     | -       | -       | 1     |
| 31.º     | Geraint Thomas         | INEOS Grenadiers                   | -     | -       | 1       | 1     |
| 31.º     | Yves Lampaert          | Quick-Step Alpha Vinyl             | 1     | -       | -       | 1     |
| 31.º     | Dylan Groenewegen      | BikeExchange-Jayco                 | 1     | -       | -       | 1     |
| 31.º     | Simon Clarke           | Israel-Premier Tech                | 1     | -       | -       | 1     |
| 31.º     | Bob Jungels            | AG2R Citroën                       | 1     | -       | -       | 1     |
| 31.º     | Magnus Cort            | EF Education-EasyPost              | 1     | -       | -       | 1     |
| 31.º     | Thomas Pidcock         | INEOS Grenadiers                   | 1     | -       | -       | 1     |
| 31.º     | Hugo Houle             | Israel-Premier Tech                | 1     | -       | -       | 1     |
| 31.º     | Olav Kooij             | Jumbo-Visma                        | 1     | -       | -       | 1     |
| 31.º     | Gerben Thijssen        | Intermarché-Wanty-Gobert Matériaux | 1     | -       | -       | 1     |
| 31.º     | Pascal Ackermann       | UAE Emirates                       | 1     | -       | -       | 1     |
| 31.º     | Marco Haller           | Bora-Hansgrohe                     | -     | 1       | -       | 1     |
| 31.º     | Marc Soler             | UAE Emirates                       | 1     | -       | -       | 1     |
| 31.º     | Jesús Herrada          | Cofidis                            | 1     | -       | -       | 1     |
| 31.º     | Louis Meintjes         | Intermarché-Wanty-Gobert Matériaux | 1     | -       | -       | 1     |
| 31.º     | Rigoberto Urán         | EF Education-EasyPost              | 1     | -       | -       | 1     |
| 31.º     | Benoît Cosnefroy       | AG2R Citroën                       | -     | 1       | -       | 1     |
| 31.º     | Juan Sebastián Molano  | UAE Emirates                       | 1     | -       | -       | 1     |

### Victorias por equipo
- Notas: En amarillo equipos UCI ProTeam.

Incluye victorias en CRE.
| Posición | Equipo                             | Victorias |
| -------- | ---------------------------------- | --------- |
| 1.º      | Jumbo-Visma                        | 24        |
| 2.º      | UAE Emirates                       | 18        |
| 3.º      | INEOS Grenadiers                   | 16        |
| 4.º      | Quick-Step Alpha Vinyl             | 14        |
| 5.º      | Bora-Hansgrohe                     | 13        |
| 5.º      | Alpecin-Deceuninck                 | 13        |
| 7.º      | BikeExchange-Jayco                 | 9         |
| 8.º      | Bahrain Victorious                 | 8         |
| 9.º      | Groupama-FDJ                       | 6         |
| 9.º      | Trek-Segafredo                     | 6         |
| 11.º     | Intermarché-Wanty-Gobert Matériaux | 5         |
| 11.º     | DSM                                | 5         |
| 13.º     | TotalEnergies                      | 4         |
| 13.º     | Israel-Premier Tech                | 4         |
| 15.º     | EF Education-EasyPost              | 3         |
| 15.º     | AG2R Citroën                       | 3         |
| 17.º     | Lotto Soudal                       | 2         |
| 17.º     | Cofidis                            | 2         |
| 19.º     | Gazprom-RusVelo                    | 1         |
| 19.º     | Arkéa Samsic                       | 1         |
| 19.º     | Movistar                           | 1         |

### Victorias por países
- Se incluyen las victorias en contrarreloj por equipos.

| Posición | Equipo          | Victorias |
| -------- | --------------- | --------- |
| 1.º      | Bélgica         | 27        |
| 2.º      | Eslovenia       | 18        |
| 3.º      | Francia         | 14        |
| 4.º      | Países Bajos    | 13        |
| 5.º      | Reino Unido     | 12        |
| 6.º      | Australia       | 11        |
| 7.º      | Dinamarca       | 10        |
| 8.º      | Italia          | 8         |
| 8.º      | Colombia        | 8         |
| 10.º     | España          | 6         |
| 11.º     | Alemania        | 5         |
| 12.º     | Ecuador         | 4         |
| 13.º     | Rusia           | 3         |
| 13.º     | Irlanda         | 3         |
| 15.º     | Eritrea         | 2         |
| 15.º     | República Checa | 2         |
| 15.º     | Sudáfrica       | 2         |
| 18.º     | Suiza           | 1         |
| 18.º     | Estados Unidos  | 1         |
| 18.º     | Portugal        | 1         |
| 18.º     | Polonia         | 1         |
| 18.º     | Nueva Zelanda   | 1         |
| 18.º     | Noruega         | 1         |
| 18.º     | Eslovaquia      | 1         |
| 18.º     | Luxemburgo      | 1         |
| 18.º     | Canadá          | 1         |
| 18.º     | Austria         | 1         |